# 엽

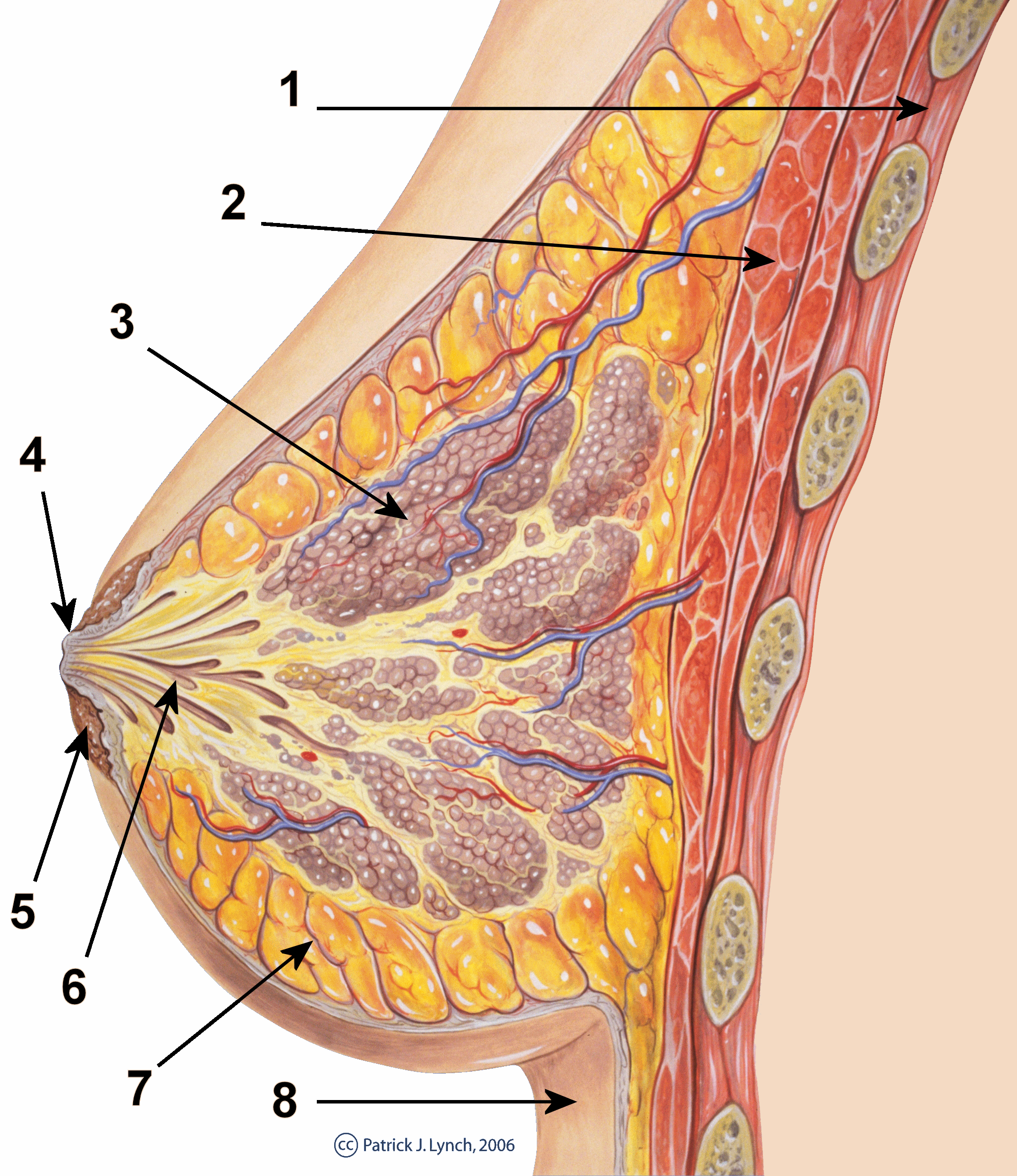
3번이 엽이다.

해부학에서 엽이란 뇌, 유방, 폐, 간, 콩팥 등과 같은 기관에서 현미경의 도움 없이 명백하게 구분할 수 있도록 나뉜 부분들을 일컫는 말이다. 엽은, 엽 내부에서 현미경을 통해서만 구분할 수 있는 소엽과는 구분한다.
하지만 실제로는 각각의 엽을 분명하게 구분할 수 없는 경우가 많고, 때로는 소엽을 단순히 작은 엽을 지칭하는 말로 쓰는 경우도 있다.